# Jupiter Icy Moons Orbiter

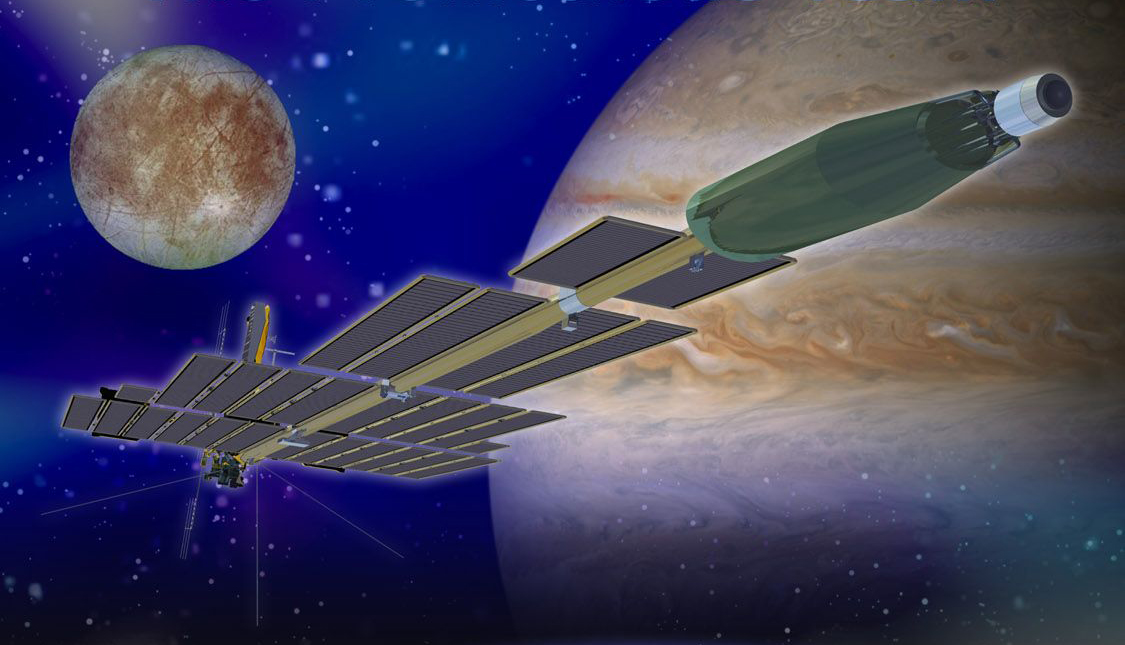
Projekt sondy

Jupiter Icy Moons Orbiter (JIMO) – anulowana misja kosmiczna, której celem miało być badanie lodowych księżyców Jowisza – Ganimedesa, Kallisto oraz Europy. Zgodnie z obecnymi teoriami naukowymi, wszystkie te księżyce pod lodową pokrywą mogą posiadać oceany słonej wody, w których mogły rozwinąć się prymitywne formy życia.
Projekt JIMO powstawał w ramach projektu Prometeusz (ang. Project Prometheus). Nie wyszedł jednak nigdy poza etap wczesnego planowania. Start miał nastąpić po 2017 roku. W 2005 NASA skasowała Projekt Prometeusz, na rok fiskalny 2006 przeznaczono 100 milionów dolarów, z czego 90 milionów na koszty anulowania zawartych już kontraktów.
Program JIMO był bardzo ambitny, lecz byłby również niezwykle kosztowny. Całkowity koszt misji oszacowano na 16 miliardów dolarów, dodatkowe 5 miliardów pochłonąć miały wydatki związane z wystrzeleniem sondy w kosmos.
W międzyczasie pojawiło się wiele głosów, opowiadających się za stworzeniem prostszej, demonstracyjnej misji, która przetestowałaby technologię napędu jonowego. Wiele osób twierdzi, że proponowany pojazd był zbyt skomplikowany, a ryzyko niepowodzenia misji zbyt duże. Największe obawy wywoływała konieczność montowania na orbicie sondy napędzanej reaktorem jądrowym.

## Pojazd
Projekt uwzględniał wprowadzenie wielu zupełnie nowych technologii. Najbardziej rewolucyjnym wydaje się użycie małego reaktora atomowego, który zasilałby pojazd napędzany silnikiem jonowym. Wydajność układu zapewniałaby moc kilka tysięcy razy większą niż przy użyciu paneli ogniw fotogalwanicznych lub termoelektrycznych generatorów izotopowych. Dostępność energii umożliwiłaby wyposażenie pojazdu w silny radar, penetrujący skorupę lodową księżyców. Możliwe stałoby się zastosowanie nadajników radiowych zapewniających połączenie z prędkością ok. 10 Mbps.
Silniki jonowe w połączeniu ze standardowymi silnikami manewrowymi umożliwiłyby wielokrotne dokonywanie zmian orbity, a nawet wchodzenie i opuszczanie orbity poszczególnych księżyców, zamiast standardowo stosowanych przelotów w pobliżu.
Projekt sondy wymagał zamocowania reaktora na przedzie pojazdu, z dala od wrażliwych na promieniowanie urządzeń badawczych. W celu zminimalizowania ilości paliwa rozszczepialnego zasilającego reaktor, miał zostać uruchomiony dopiero na orbicie okołoziemskiej.

### Wstępna specyfikacja
- ładunek naukowy: 1500 kg
- generatory prądotwórcze: 104 kW (440 V prądu przemiennego)
- układ chłodzenia: 422 m²
- silniki jonowe: 30 kW
- szybkość łącza radiowego: 10 Mbps (4 nadajniki po 250 W każdy)
- wymiary pojazdu: dł. 58,4 m; szer. 15,7 m
- czas trwania misji: 20 lat
- start: 2017 rok